# Tisinalita
La tisinalita és un mineral de la classe dels silicats, que pertany al grup de la zirsinalita-lovozerita. El nom reflexa la seva composició: titani, silicat i sodi (Na).

## Característiques
La tisinalita és un silicat de fórmula química Na₃H₃(Mn,Ca,Fe)TiSi₆(O,OH)18·2H₂O. Va ser aprovada com a espècie vàlida per l'Associació Mineralògica Internacional l'any 1979. Cristal·litza en el sistema trigonal. La seva duresa a l'escala de Mohs és 5.
Segons la classificació de Nickel-Strunz, la tisinalita pertany a «09.CJ - Ciclosilicats amb enllaços senzills de 6 [Si₆O18]12- (sechser-Einfachringe), sense anions complexos aïllats» juntament amb els següents minerals: bazzita, beril, indialita, stoppaniïta, cordierita, sekaninaïta, combeïta, imandrita, kazakovita, koashvita, lovozerita, zirsinalita, litvinskita, kapustinita, baratovita, katayamalita, aleksandrovita, dioptasa, kostylevita, petarasita, gerenita-(Y), odintsovita, mathewrogersita i pezzottaïta.

## Formació i jaciments
Va ser descoberta a la mina Vostochnyi, situada al mont Koaixva, al massís de Khibini (óblast de Múrmansk, Rússia). També ha estat descrita al mont Rasvumtxorr (massís de Khibini), i a les muntanyes Karnasurt i Al·luaiv (districte de Lovozero). Aquests indrets, tots ells a la mateixa óblast de Múrmansk, són els únics de tot el planeta on ha estat descrita aquesta espècie mineral.